# NGC 4437
NGC 4437 este o galaxie activă situată în constelația Fecioara. A fost descoperită în  de către William Herschel. Se află la o distanță de 8,36 megaparseci de Pământ.